# Sciophila robusta
Sciophila robusta är en tvåvingeart som först beskrevs av Johannes Winnertz 1863.  Sciophila robusta ingår i släktet Sciophila och familjen svampmyggor. Inga underarter finns listade i Catalogue of Life.